# QCELP
QCELP(영어: Qualcomm code-excited linear prediction)는 초기에 CDMA 네트워크에 사용하든 IS-96A코덱의 음성 품질을 개선하기 위해 1994년 퀄컴사가 개발한 음성 코덱이다.
더 적은 비트로 더 나은 음성 품질을 제공하기 때문에 나중에 EVRC로 대체되었다. QCELP8 및 QCELP13의 두 가지 버전은 각각 8Kbit/s 및 13Kbit/s에서 작동한다.
CDMA 시스템에서 QCELP 보코더는 사운드 신호를 회로 내에서 전송 가능한 신호로 변환한다. 유선 시스템에서 음성 신호는 일반적으로 8kHz(즉, 초당 8,000개의 샘플 값)로 샘플링된 다음 각 샘플 값에 대해 8비트 양자화로 인코딩된다. 이러한 시스템은 무선 시스템에서 비싼 속도인 64kbit/s로 전송한다. 가변 속도의 QCELP 보코더는 정보를 보다 효율적으로 코딩하여 무선 시스템에 적합하도록 속도를 줄일 수 있다. 특히 화자의 볼륨이나 피치에 따라 자체 코딩 속도를 변경할 수 있다. 더 크거나 더 높은 음조의 목소리는 더 높은 레이트가 필요하다.